# Лунєв Станіслав
Станіслав Лунєв (англ. Stanislav Lunev; нар.1946, Ленінград) — колишній радянський військовий, має найвище звання серед всіх офіцерів ГРУ — полковник —, котрі перебігли до Сполучених Штатів з Росії.
Народився в родині офіцера Радянської армії. Навчався у військовій школі імені Суворова у Владикавказі та у Вищій військовій академії.
Працював розвідником ГРУ в Сингапурі в 1978 році, в Китаї з 1980 року та в Сполучених Штатах з 1988 року. Працював в США під прикриттям Агентства політичних новин. Здався владі США в 1992 році. Відтоді працював радником у ФБР та ЦРУ. Залишається в програмі захисту свідків ФБР.

## Праці
Лунєв написав книжку спогадів, Through the Eyes of the Enemy (очима ворога). Інколи пише статті для періодичних видань. Він вважає, що став надзвичайно успішним розвідником, оскільки дотримувався простого правила: «найкращий шпигун є найліпшим другом кожного, а не замкненою людиною в куті».
В книжці він також описує деякі активні заходи проти «головного противника». Він стверджує, що ГРУ та КДБ допомогли з фінансовою підтримкою майже всім антивоєнним рухам та організаціям в США та за кордоном.  За його словами, Радянський Союз витратив більше грошей на підтримку антивоєнних рухів США під час війни у В'єтнамі, аніж на підтримку та озброєння сил в'єтконгу.

## Операції з атомного саботажу
Лунєв відомий, в першу чергу, завдяки розкриттю інформації про операції з ядерної діверсії, які начебто були підготовлені КДБ та ЦРУ проти країн Заходу. Вже було відомо з інших джерел про великі схованки зброї, заготовлені КДБ в інших країнах для запланованих актів тероризму. Доступ до них був захищений пастками з вибуховими пристроями «Блискавка». Одна така схованка, названа Василем Мітрохіним, вибухнула при спробі демонтажу в лісі поблизу Берну, Швейцарія. Декілька інших схованок було успішно демонтовано.
Лунєв стверджував, що деякі зі схованок можуть містити пересувні тактичні ядерні заряди RA-115 («ядерні бомби в дипломаті»). За його словами, ці бомби були призначені для усунення американського державного керівництва у випадку війни. Лунєв заявив, що особисто шукав місця для схованок зброї в Долині Шенандоа та що «не так вже і важко провезти ядерну зброю до США контрабандою, або через кордон з Мексикою, або на невеликій транспортній ракеті випущеній з Російського літака.»
Конгресмен Курт Велдон підтримав заяви Лунєва, але зазначив, що Лунєв «дещо перебільшив», згідно з оцінками ФБР.  Був проведений пошук схованок у вказаних Лунєвим місцях, котрий зізнався, що сам не завозив зброю до США, «однак представники правоохоронних органів не знайшли жодних схованок, без, чи з наявністю ядерної зброї.»

## Отруєння річки Потомак
Згідно зі словами Лунєва, ймовірним сценарієм розвитку подій у разі війни, могло стати отруєння річки Потомак хімічною або біологічною зброєю, що мало «вдарити по мешканцях Вашингтону». Він також зазначив, що «можливо» оперативники ГРУ розмістили «запаси отруйних речовин поблизу основних водосховищ США». Ці заяви були підтверджені колишнім офіцером СЗР Кузміновим, котрий відповідав за транспортування небезпечних патогенних речовин по всьому світу для Радянської програми біологічних озброєнь у 1980-ті та на початку 1990-тих. Ним був описаний ряд можливих актів біологічного тероризму, які можуть бути здійснені за наказом Президента Російської Федерації у випадку війни, включно з отруєнням громадських водозабірних пунктів та харчових фабрик.